# Mialitiana Clerc
Mialitiana Clerc (sinh ngày 16 tháng 11 năm 2001  tại Ambohitrimanjaka, Madagascar) là một vận động viên trượt tuyết đổ đèo từ Madagascar. Clerc đã thi đấu cho Madagascar tại Thế vận hội Mùa đông 2018 trong các sự kiện trượt tuyết đổ đèo. Clerc trở thành người phụ nữ đầu tiên đại diện cho Madagascar tại Thế vận hội Mùa đông. Clerc sinh ra ở Madagascar, và được một gia đình người Pháp nhận nuôi khi mới một tuổi. Cô học trượt tuyết ở Pháp.
Kết quả của Clerc tại Thế vận hội Mùa đông 2018: 
| Nội dung        | Vòng 1    | Vòng 1 | Vòng 2    | Vòng 2 | Tổng       | Tổng |
| Nội dung        | Thời gian | Hạng   | Thời gian | Hạng   | Thời gian  | Hạng |
| --------------- | --------- | ------ | --------- | ------ | ---------- | ---- |
| Giant slalom nữ | 1: 21.82  | 55     | 1: 17,18  | 42     | 2: 39,00   | 48   |
| Slalom nữ       | 1: 01.24  | 53     | 59,03     | 48     | 2:00 00,27 | 47   |